# Boarmia marginata
Boarmia marginata là một loài bướm đêm trong họ Geometridae.